# Моблог
Мобильный Блогинг — Моблог (от «мобильный» + «веблог», англ. Mobile Blogging) — мобильный веблог, содержит контент, размещаемый в вебе с мобильных или портативных устройств, таких как сотовые телефоны, PDA. Моблоги, в основном, используют технологии, позволяющие публиковать контент напрямую с мобильных устройств, минуя настольный компьютер. Ранние разработки моблогов появились в Японии, первой стране, где камерафоны (портативные телефоны со встроенными камерами) стали доступны широкой публике. Мобильные блоги популярны среди людей с телефонами с камерами , которые позволяют им отправлять фотографии и видео по электронной почте, MMS или SMS, которые затем появляются в виде записей на веб-сайте, или использовать мобильные браузеры для публикации контента непосредственно на любой платформе для ведения блогов с совместимостью с мобильным размещением.
Первый пост, отправленный в интернет с мобильного устройства, был сделан Томом Вильмером в Дании в мае 2000 года. Термин «моблогинг» («moblogging») впервые был описан в 2002 году Адамом Гринфилдом. Он организовал Первую Международную Конференцию моблогинга в июле 2003 года в Токио.
В период с 2006 по 2010 год доля блогеров среди подростков снизилась с 28% до 14%, а среди взрослых старше 30 лет — с 7% до 11%.
Веблоги, наполнение которых производится при помощи мобильных устройств, обычно содержат фотографии и имеют графическую направленность.

## История
Одним из предшественников «моблогов» была разработка носимого фотографического устройства Стивом Манном из Университета Торонто. Названные «домашней одеждой», правозащитники должны были носить устройства для фото и видеосъемки опасных ситуаций, избегая при этом преследования за использование традиционных камер. Первый пример моблогинга был зарегистрирован 22 февраля 1995 года, когда Стив Манн отправил текст со своего переносного мобильного компьютера на сервер своего блога вместе с видео (последовательность изображений). Термин «моблогинг», однако, не был придуман до 2002 года Адамом Гринфилдом. Мобильные устройства расширились за пределы базовой связи, и теперь они могут поддерживать инструменты для создания мультимедиа.

## Дизайн
Система мобильных блогов берет свое начало в технологическом подходе к дизайну. Этот подход включает в себя богатый набор функций смартфона, в том числе возможность создания мультимедиа, захват приличных изображений и возможности подключения. Пересечение неотъемлемых функций дизайна телефона с постоянным, личным характером как телефона, так и блога — это то, с чего началась концепция мобильного блога. В примере SmartBlog, системы, созданной для поддержки мобильных блогов, ключевые принципы были разработаны после оценки потребностей блогеров. К ним относятся:
- Мобильный клиент не должен мешать работе телефона
- Мобильный блог должен легко интегрироваться с существующими блогами.
- Клиентское устройство должно использовать мультимедийные возможности телефона и быть очень простым в использовании.
- Клиент должен разрешать действия по управлению, такие как редактирование и удаление
- Клиент должен использовать дешевое подключение, если оно доступно
- Клиент должен легко справляться с нарушением связи

Клиент в данном случае относится к тонкому клиенту.

## Преимущества
Платформа моблогов предлагает возможность использовать телефон для администрирования, редактирования и записи с телефона или браузера смартфона. Существуют сервисы и платформы, которые представляют разные версии интерфейса администрирования блога на основе пользовательского агента.
Мобильный блог также способствует распространению идей и взглядов среди молодежи, у которой раньше не было такого количества легкодоступных платформ для представления своих взглядов.

### Использование в образовании
Продолжающаяся интеграция мобильных блогов в области образования выявила многие из его преимуществ. Его преимущества затрагивают как студентов, так и преподавателей, и улучшают общий образовательный опыт. Учащимся это позволяет быть в курсе расписания занятий, получать доступ к материалам и вдохновляет на более творческий подход за счет включения визуальных и звуковых материалов в их рабочую среду.
Учителям мобильные блоги позволили дополнительно отслеживать успеваемость и участие учащихся.
Мобильный блог можно использовать вместе с компьютерным совместным обучением в классе. Это обеспечивает позитивную и стимулирующую среду обучения для студентов, особенно для студентов в виртуальном классе. Совместная работа с мобильными блогами может обеспечить более достоверное контекстное обучение и помочь решить проблему координации, которая часто возникает при работе в среде совместного обучения.

### Туризм
Мобильный блог особенно полезен для туристов и путешественников, когда доступ к компьютеру с подключением к Интернету может быть затруднен. Путешественник может делать фотографии и с помощью телефона с поддержкой GPRS или WAP может легко загружать такие фотографии с текстовым описанием прямо в свой блог . Если на телефоне с камерой есть функция автогеотэггинга , в блоге может отображаться карта местоположений.

## Проблемы
Одной из наиболее серьезных проблем мобильного ведения блога является отсутствие доступа как к мобильным устройствам, так и к интернет соединению. В то время как мобильные блоги поощряют производство и распространение информации среди, казалось бы, безграничных людей, их следует понимать в отношении преимуществ и недостатков социально-экономического положения и географического положения.

### Стоимость данных
Одна из наиболее существенных и актуальных проблем, связанных с созданием сети для мобильных блогов —  связанные с этим затраты. Западные страны сталкиваются с относительно низкими затратами с точки зрения тарифных планов на передачу данных и расходов, связанных с мобильными устройствами, однако в большинстве мест по всему миру эти затраты очень значительны и ограничены. Когда затраты слишком высоки, мобильный блог и его преимущества становятся неактуальными.

## Платформы

### Бесплатные популярные платформы
- Blogger
- Тамблер
- Weebly
- Вордпресс

### Платные популярные платформы
- Квадратное пространство
- TypePad